# Ranunculus maclovianus
Ranunculus maclovianus là một loài thực vật có hoa trong họ Mao lương. Loài này được D'Urville miêu tả khoa học đầu tiên.